# Antoine IV de Constantinople
Antoine IV de Constantinople (en grec : Αντώνιος Δ΄) est patriarche de Constantinople de 1389 à 1390 puis de 1391 à 1397.

## Biographie
Antoine IV est élu patriarche le 12 janvier 1389 pendant le règne de Jean V Paléologue comme successeur de Nil Kerameus.
Antoine IV est destitué en août 1390 lors de la tentative d'usurpation de Jean VII Paléologue, qui contrôle la capitale pendant cinq mois. L'ancien patriarche Macaire est de nouveau porté au trône. Lors de la prise du pouvoir par Manuel II, il est rétabli comme patriarche en mars 1391. C'est lui qui couronne l'empereur Manuel II et son épouse au lendemain de leur mariage le 10 février 1392. L'année suivante, il réaffirme la prééminence de l'empereur sur les autres souverains, notamment sur Vassili Ier de Russie qui avait décidé de supprimer la référence à l'empereur byzantin dans la liturgie russe. Le patriache répond au souverain russe en évoquant la grandeur mystique de l'empire, même si ce dernier était de facto réduit à sa seule capitale.
En 1397, Antoine IV envoie des émissaires auprès du roi de Pologne Ladislas II Jagellon afin de  réclamer son aide, et lui demande d'unir ses forces avec celles de Sigismond de Hongrie contre les Turcs qui assiègent Constantinople.
Antoine IV meurt en mai 1397 et il est remplacé par Calliste II.